# Cyclocotyla congolensis
Cyclocotyla congolensis är en oleanderväxtart som beskrevs av Otto Stapf. Cyclocotyla congolensis ingår i släktet Cyclocotyla och familjen oleanderväxter. Inga underarter finns listade i Catalogue of Life.